# آلتفلد
آلتفلد (به آلمانی: Altefeld) یک رود در آلمان است که در هسن واقع شده‌است.